# Stefan Henze
Stefan Henze (Halle, 3 maggio 1981 – Rio de Janeiro, 15 agosto 2016) è stato un canoista tedesco.
Vinse la medaglia d'argento nel C2 slalom ad Atene 2004 in coppia con Marcus Becker.
Dopo il ritiro divenne coach della nazionale tedesca di canoa. Morì in seguito a un incidente stradale a Rio durante i Giochi della XXXI Olimpiade: vi era andato proprio per seguire i suoi atleti. 

## Palmarès
- Olimpiadi

Atene 2004: argento nel C2 slalom.
- Mondiali di slalom

2003 - Augusta: oro nel C-2.
2005 - Penrith: bronzo nel C-2.
2006 - Praga: argento nel C-2.
2009 - La Seu d'Urgell: argento nel C-2 a squadre.